# Breinigsville
Breinigsville est une census-designated place du comté de Lehigh en Pennsylvanie, aux États-Unis. La ville fait partie du canton d'Upper Macungie, à environ 11 miles (18 km) au sud-ouest du centre-ville d'Allentown et 8 miles (13 km) à l'est de Kutztown. Au recensement de 2010, sa population était de 4 138 habitants, contre 1 660 au recensement de 2000.